# کوتائر شپیتسبرگ
کوتائر شپیتسبرگ (به آلمانی: Cottaer Spitzberg) یک منطقهٔ مسکونی در آلمان است که در زکزیشه شوایتس-اوسترتسگبیرگه واقع شده‌است.